# 柊树
柊樹，外型及花香接近桂花（木樨），但由於葉緣多半捲曲成刺而又名異葉木樨或刺桂，为木樨科木犀属下的一种常綠小喬木。
學名中的屬名Osmanthus（源自希臘文osme氣味+anthus花）指花具香味；種小名heterophyllus異形葉的，指葉有刺或全緣。

## 產地
原産台湾以及日本本州（關東地方以西）、四國、九州、琉球山地。

## 特徵
柊樹樹高2—8（6.6—26.2英尺）。柊樹葉子為卵状長楕圓形，長3-7釐米，寬1.5-4釐米，革質，年輕柊樹葉子邊緣有銳利鋸歯。花期為11-12月，果實在9個月之後的夏天成熟。

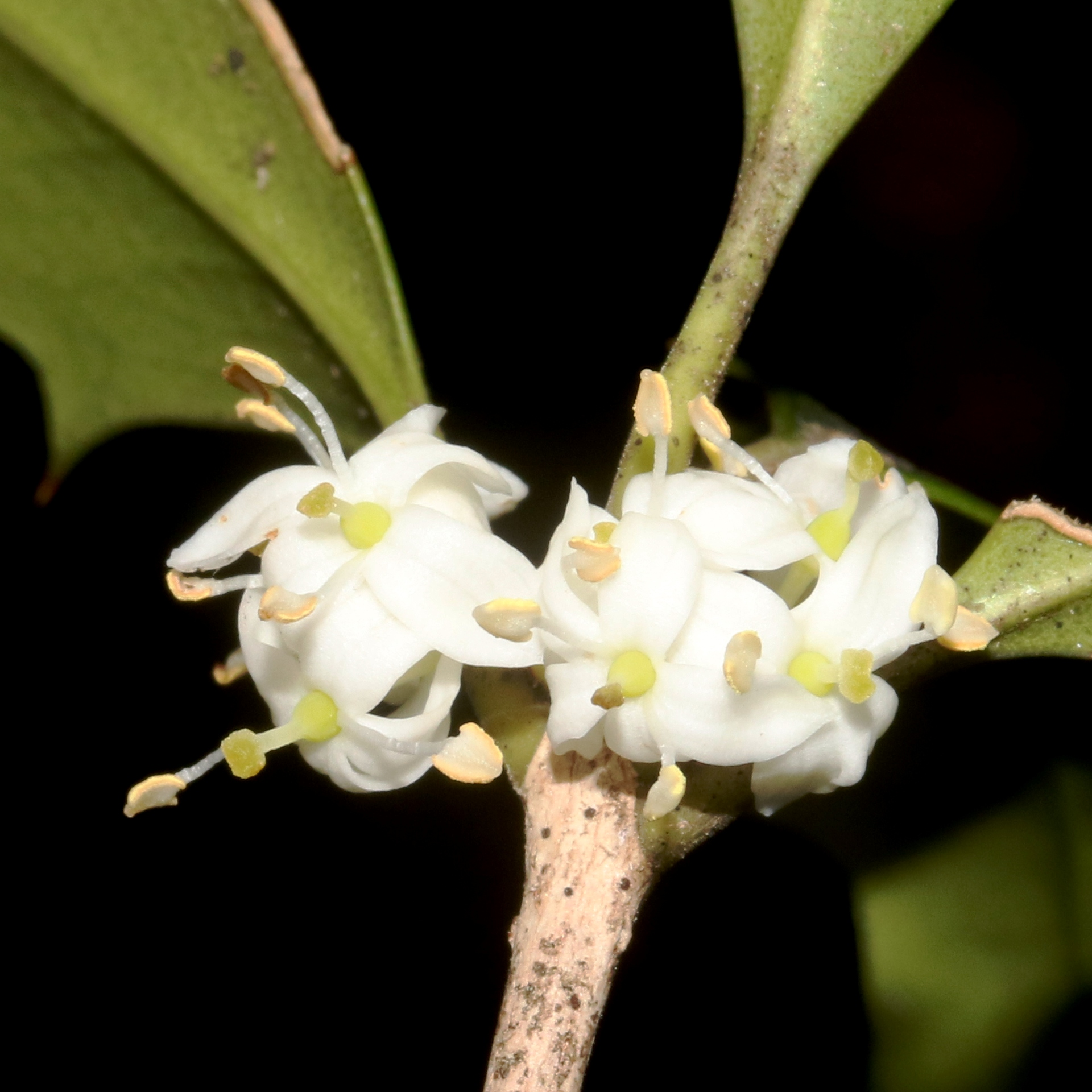
花
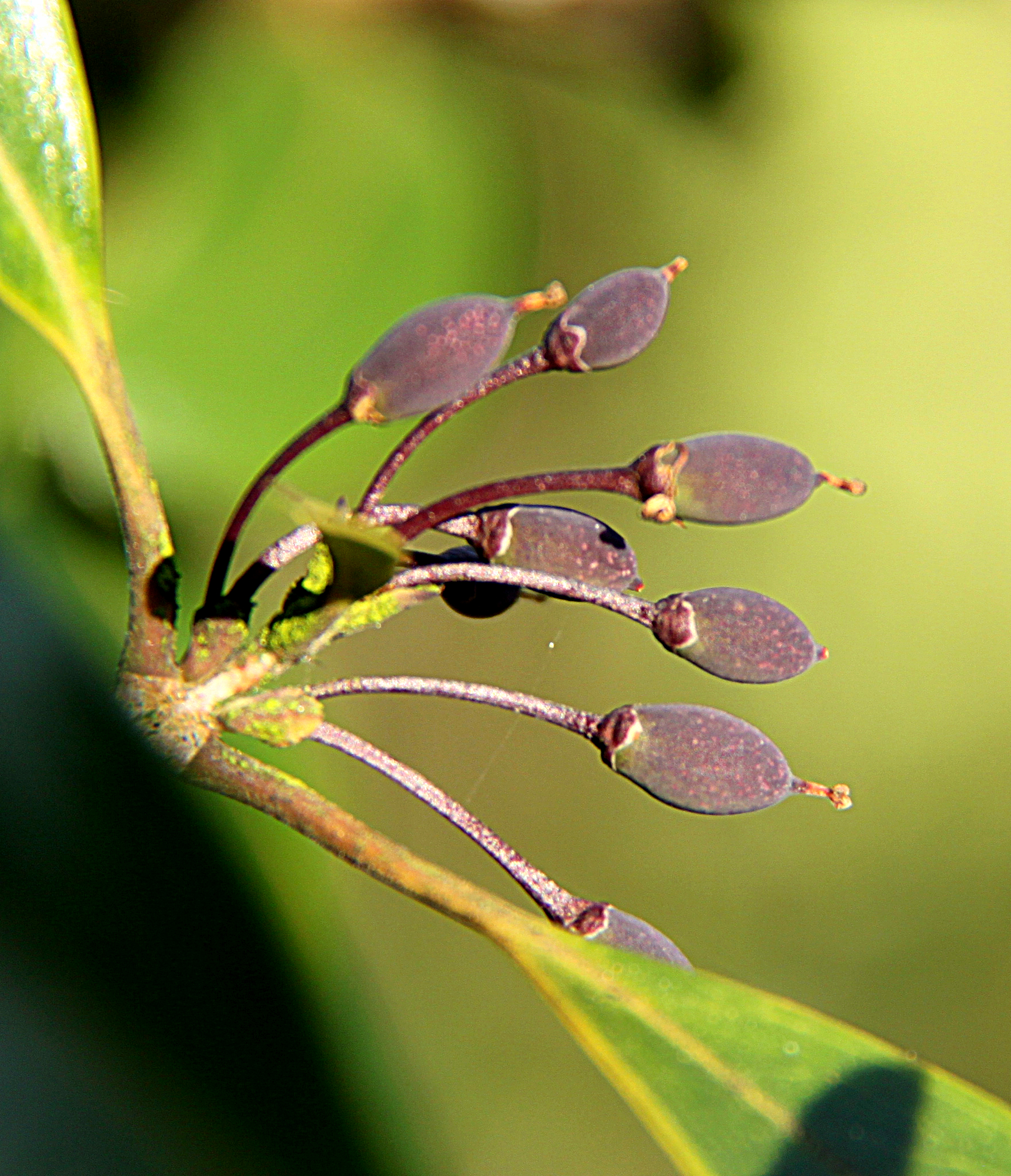
果
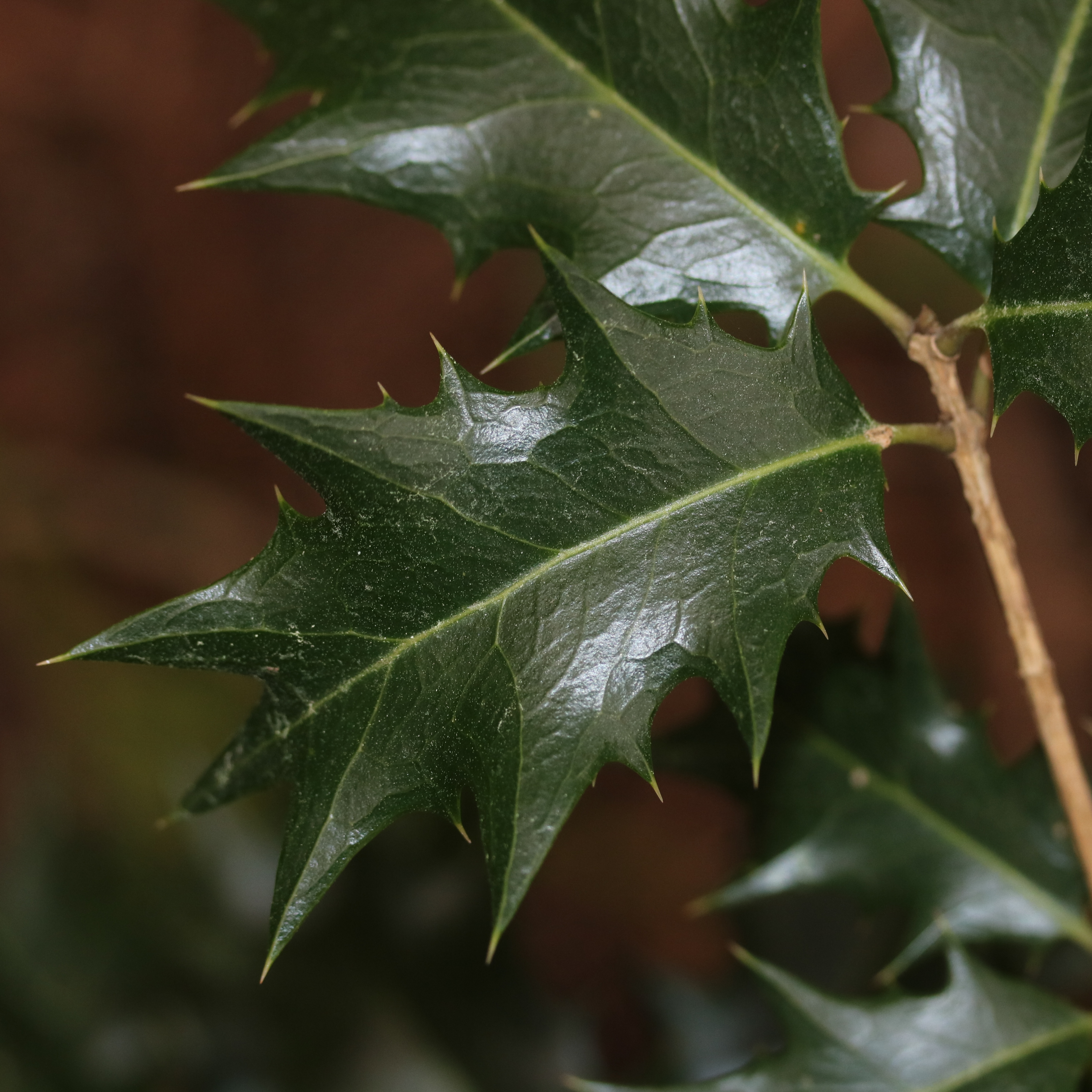
葉

## 疾病
柊树是庭園樹木之一，不易發生病蟲害。但會受一種金花蟲科昆蟲小褐偽瓢葉蚤（Argopistes coccinelliformis）侵襲。一旦被該蟲寄生，將會難以清除。

## 註腳
1. ↑  全緣的葉子指的是葉子邊緣（葉緣）平滑完整，沒有任何缺刻 （页面存档备份，存于）。

## 扩展阅读
- 維基物種上的相關：柊树